# Eleutherodactylus counouspeus
Eleutherodactylus counouspeus là một loài ếch trong họ Leptodactylidae. Chúng là loài đặc hữu của Haiti.
Các môi trường sống tự nhiên của chúng là các khu rừng ẩm ướt đất thấp nhiệt đới hoặc cận nhiệt đới và hang. Loài này đang bị đe dọa do mất môi trường sống.